# Teclat model M

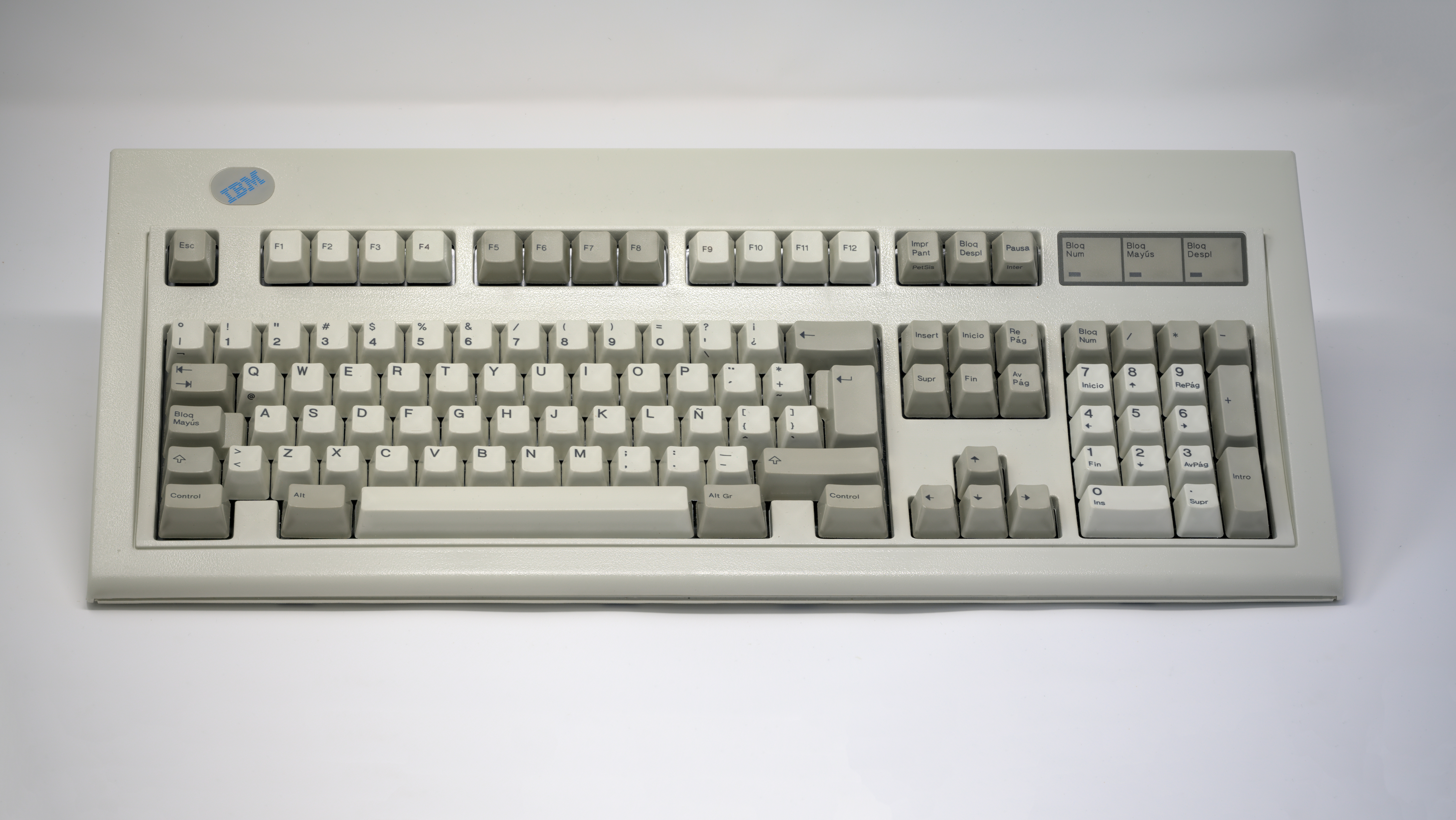
Teclat model M

Els teclats Model M són un grup de teclats d'ordinador dissenyats i fabricats per IBM a partir de 1985, i més tard per Lexmark International, Maxi Switch i Unicomp. Les nombroses variacions del teclat tenen les seves pròpies característiques diferents, amb la gran majoria amb un disseny de tecles amb molla de pany i tecles intercanviables. Els teclats Model M són notables entre els entusiastes de la informàtica i els mecanògrafs freqüents a causa de la seva durabilitat, consistència de la sensació d'escriptura i la seva retroalimentació tàctil i auditiva.

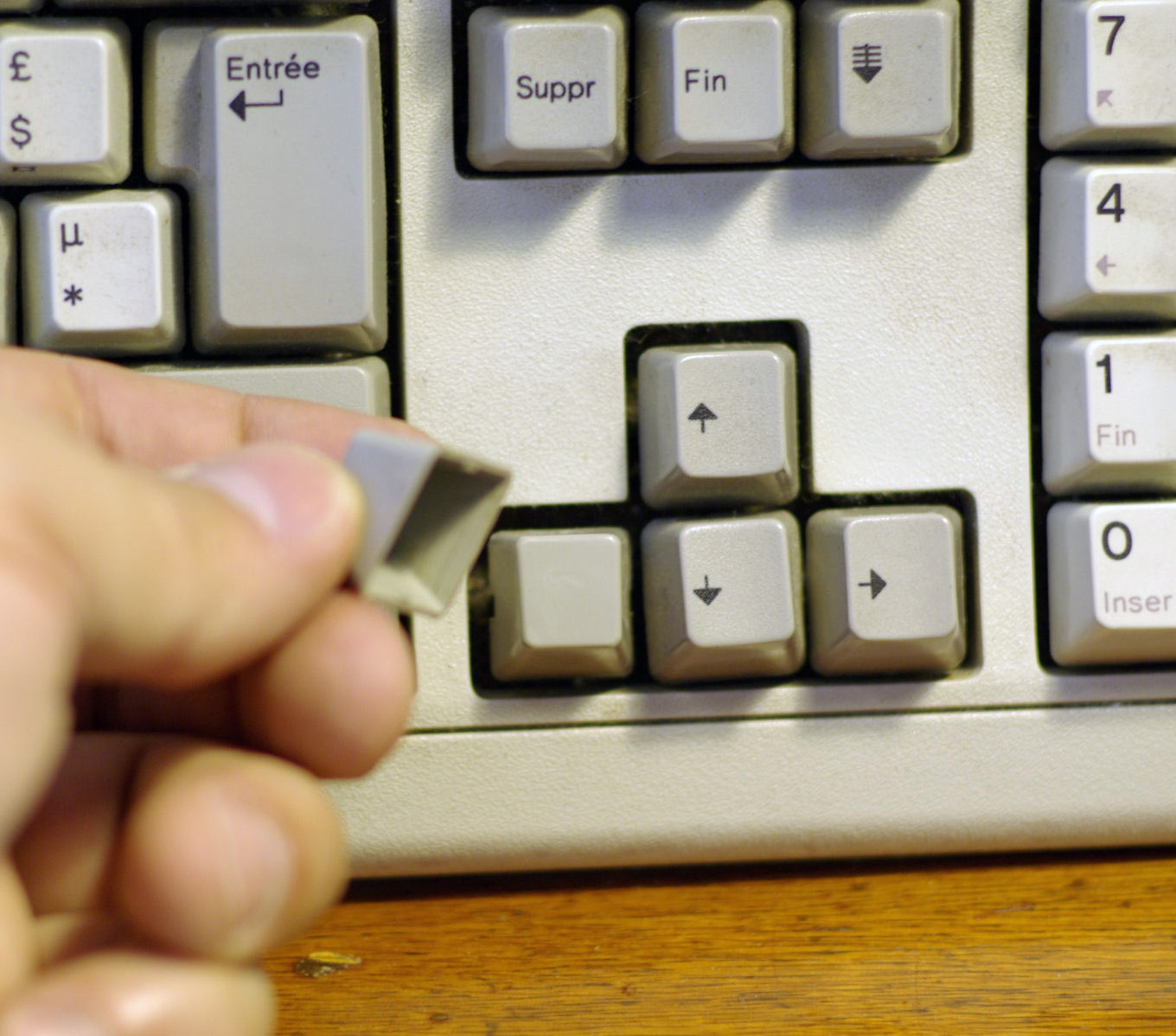
Tecla en un model francès M

La popularitat de l'IBM PC i dels seus successors va fer que el disseny del Model M fos influent: gairebé tots els teclats d'ordinador de propòsit general posteriors van imitar la seva disposició de tecles i altres aspectes de la seva ergonomia. El disseny va ser estandarditzat per ISO el 1994 i ANSI el 1998, amb petites addicions, sobretot la tecla de Windows i la tecla de menú.

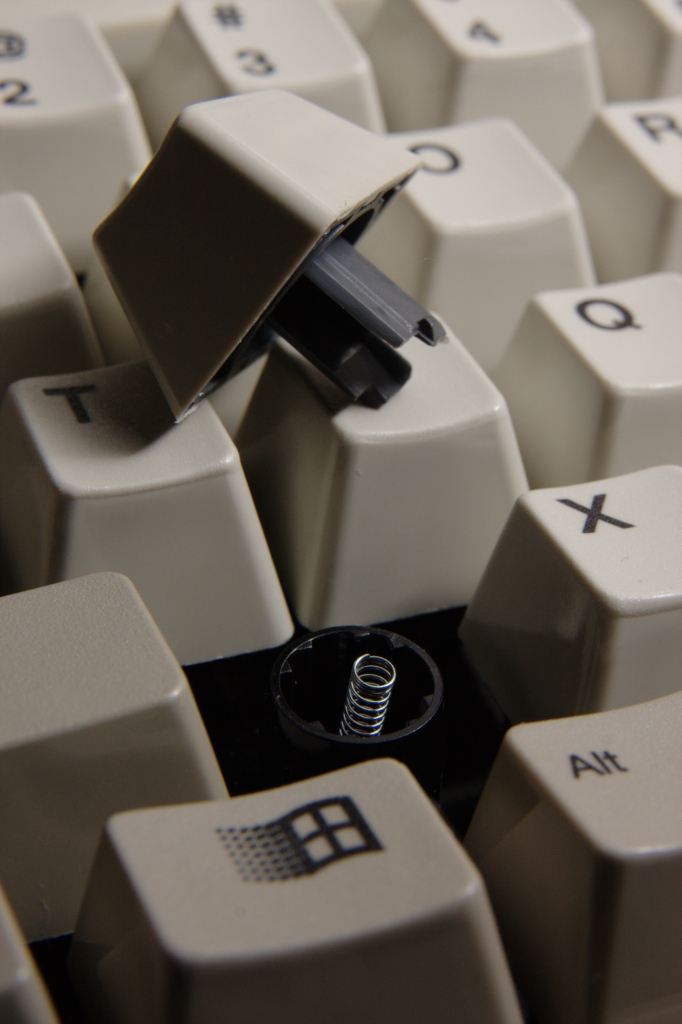
Unicomp Model M amb la clau "z" eliminada. La molla de pandeig és visible.

El Model M es considera una peça de maquinari clàssica i duradora. Tot i que els ordinadors i perifèrics d'ordinador produïts simultàniament amb ells es consideren obsolets, molts teclats Model M encara estan en ús a causa de la seva durabilitat física i la validesa continuada dels seus dissenys de tecles ANSI 101 i ISO 102, mitjançant l'ús d'un PS. Adaptador /2 femella a USB mascle amb un convertidor de nivell integrat. Des de la seva popularitat original, les noves generacions han descobert la seva funcionalitat i estètica úniques.
S'estima que durant els anys d'IBM i Lexmark es van enviar més de 10 milions de Model M. El seu èxit al mercat massiu va acabar als anys 90 enmig d'un canvi a tota la indústria a teclats de commutador de cúpula de baix cost. IBM va deixar de produir el teclat Model M el 1996.

## Història
El teclat Model M va ser dissenyat per ser menys costós de produir que el teclat Model F que va substituir. El treball principal de disseny es va fer a IBM entre 1983 – 1984, basant-se en una àmplia gamma de comentaris dels usuaris, estudis ergonòmics i examen de productes de la competència. La seva disposició de tecles, significativament diferent de la del Model F, devia molt (incloent-hi sobretot la disposició en T invertida de les seves tecles de fletxa) al teclat LK-201 enviat amb el terminal sèrie VT220.
La producció de teclats Model M va començar el 1985. Sovint s'agrupaven amb nous ordinadors IBM. Encara que avui s'associa principalment amb l'IBM PC i els seus successors, en realitat es va enviar per primera vegada amb el terminal 3161 i també es va desplegar en diverses altres línies de productes d'IBM, incloent-hi sobretot el terminal 5250 i el RS/6000.

## Disseny
La variant més comunament coneguda com "Model M" és la Part No. 1391401, en la qual es basaven moltes altres variants. Aquest model, conegut com a Teclat millorat, incloïa el disseny patentat de moll de pavelló d'IBM i tecles intercanviables.
El disseny del Model M ha estat àmpliament elogiat com a durador i fiable, i s'ha mantingut bàsicament igual des de la dècada de 1980, mentre que pràcticament tot el maquinari informàtic, des d'ordinadors fins a monitors i ratolins, ha canviat dràsticament. Gràcies al disseny de la M, inclosa la seva pesada placa posterior d'acer i un marc de plàstic resistent, molts teclats Model M dels primers segueixen funcionant, sense cap modificació, gairebé quatre dècades després.